# Oebisfelde-Weferlingen
Oebisfelde-Weferlingen è una città di 13 566 abitanti della Sassonia-Anhalt, in Germania.

Appartiene al circondario della Börde.

## Storia
La città venne formata il 1º gennaio 2010 dalla fusione della città di Oebisfelde con il comune-mercato ("Flecken") di Weferlingen e i comuni di Bösdorf, Döhren, Eickendorf, Eschenrode, Etingen, Hödingen, Hörsingen, Kathendorf, Rätzlingen, Schwanefeld, Seggerde, Siestedt e Walbeck.
Il 1º settembre 2010 fu aggregato a Oebisfelde-Weferlingen il comune di Everingen.